# 游离态
游离态（free state）是指元素可能存在的一种状态，若某物质只由單一一种元素组成，那么其状态即被称为游离态；游离态物质，即是单质，如游离铁（Fe），游离硫（S）等。游离态与化合态（compound state）相对。
通常来讲，绝大部分元素的游离态在地球上的自然条件下都不稳定，在其他物质存在时很容易与之化合，而成为化合态。无论从种类还是物质的量上来说，地球上见到的大部分物质都是化合物。除了利用蒸馏、电解等方式人工制备的单质之外，自然状态下常见的游离态元素包括空气的组成成分氧气、氮气和稀有气体，石墨和金刚石，硫磺以及一部分不活泼的金属。尽管它们也是游离态的，但它们一般不容易与其他物质化合。

## 双原子分子
一些非金属如氢、氮和氧的原子在游离状态时，会成对地聚合成双原子分子即氢分子、氮分子和氧分子或臭氧分子（请避免与核聚变混淆），并放出热量。这些元素之所以能以游离态稳定地存在于地球上是因为它们所形成的双分子原子中的共价键键能很高，因此它们所参与的化学反应的活化能也很高，反应所需的条件也就比较严苛，即表现为它们不容易与其他物质化合。

## 稀有气体
稀有气体又被称为惰性气体。因为它们的原子中电子排布满足八隅体规则，很难失去或得到电子，所以它们极少参与化学反应。通过人工制造极端的环境，已经成功制得少数稀有气体的化合物，不过在自然界，它们几乎全部以游离态存在。

## 碳
游离态的碳的分布也较为普遍，包括著名的一组同素异形体:石墨、金刚石和无定形碳。碳原子之间可以形成最多达到四倍于原子数目的共价键，而且碳碳键的键能也比较高，所以碳单质相当稳定。

## 硫
游离态的硫通常见于火山口、温泉等地质活动频繁的地方。硫磺在地表形成后，並不容易长久地维持其原有状态，很容易与其它物质化合。不过因为不断的地质活动的作用补充新生的硫单质，所以在特殊的地区可以常年维持游离硫存在。

## 惰性金属
一些过渡金属，主要是贵金属，因为电离能很高(参见电离能表)，单质的还原性较差，所以不易与其它物质化合，得以以游离态相对稳定地存在。不过这些金属通常容易形成合金，此时它们就不再被称为处于游离状态。